# Eddie Vedder
Edward Louis Severson III (Evanston, Illinois, 23 de diciembre de 1964), más conocido como Eddie Vedder, es un músico estadounidense, principalmente conocido por ser cantante y cofundador de las bandas de grunge, Pearl Jam y Temple of the Dog.
También tiene una carrera como músico solista y ha participado en la composición de bandas sonoras y en contribuciones en álbumes de otros artistas. Como solista, compuso el álbum Into the Wild para la película homónima de 2007. También hizo el álbum Ukulele Songs, lanzado en 2011 junto a un DVD en vivo llamado Water on the Road.

## Primeros años
Nació el 23 de diciembre de 1964 en Evanston, un suburbio cercano a Chicago, en el estado de Illinois con el nombre de Edward Louis Severson III, siendo sus padres Karen Lee Vedder y Edward Louis Severson, Jr., los cuales se divorciaron en 1965 cuando él aún era un niño. Su madre se casó rápidamente con un hombre llamado Peter Mueller. Vedder fue criado con la creencia que Muller era su padre biológico, por lo que se llamó Edward Mueller por un tiempo. Entre sus antepasados se pueden encontrar raíces alemanas y danesas.
Mientras su familia vivía en Evaston, adoptaron a un niño de siete años, y a mediados de la década de 1970, junto a sus tres medios hermanos más jóvenes, se mudaron al condado de San Diego, California. Es en esta época comenzó a practicar surf y principalmente música, gracias a la guitarra que su madre le regaló en su cumpleaños número doce. La música se convirtió en una fuente de confort, encontrando consuelo en particular con el álbum de 1973 Quadrophenia de The Who. Declaró que «cuando tenía entre 15 o 16... me sentía solo... estaba completamente solo, excepto por la música».
Su madre y Mueller se divorciarían cuando Vedder estaba por dejar la adolescencia. Su madre y sus hermanos se mudaron de vuelta al área de Chicago pero él se quedó con su padrastro en California para no tener que cambiar de escuela. Después del divorcio, supo la verdad acerca de que Mueller era en realidad su padrastro. Vedder habría conocido a su padre biológico siendo aún niño, pero pensaba que Severson era tan solo un viejo amigo de sus padres. En el momento que descubrió la verdad, Severson había muerto de esclerosis múltiple. En su último año en la San Dieguito High School vivía por su cuenta en un departamento, manteniéndose mediante un trabajo nocturno en una farmacia en Encinitas. Finalmente dejó sus estudios en su último año de escuela debido a las presiones provocadas por trabajar y estudiar. Al final se reunió con su familia en Chicago y es en este momento cambió su nombre a Eddie Vedder, tomando el apellido de soltera de su madre.
A principios de los años 1980, terminó sus estudios medio-superiores mientras trabajaba al mismo tiempo como camarero y durante un breve tiempo ingresó en un colegio comunitario cerca de Chicago. En 1984, regresó a San Diego acompañado por Beth Liebling, su novia en ese tiempo. Se mantuvo ocupado grabando demos en su casa y teniendo varios trabajos, incluyendo un puesto como guardia de seguridad en el hotel La Valencia en La Jolla. En esta época, Vedder pasaría tiempo en diferentes bandas del área de San Diego, como Surf and Destroy y The Butts. Una de estas bandas, llamada Indian Style, tenía en su alineación a Brad Wilk quien en un futuro sería el baterista de Rage Against the Machine y Audioslave.
En 1988 se convirtió en el cantante de la banda de funk rock progresivo de San Diego, Bad Radio, cuya música estaba inspirada por Duran Duran; sin embargo, después de la entrada de Vedder, la banda se movió hacia el rock alternativo, influenciado principalmente por Red Hot Chili Peppers.

## Temple of the Dog
Después de dejar a Bad Radio en febrero de 1990, se mantuvo sin una banda y, por lo que después de eso trabajó durante un tiempo como despachador en una gasolinera local en el turno nocturno. Por medio de la escena musical del sur de California, conoció al exbaterista de los Red Hot Chili Peppers, Jack Irons, el cual se convertiría en su amigo y su compañero para jugar baloncesto. Más tarde en ese mismo año, Irons le dio una cinta demo de una banda de Seattle, la cual se encontraba buscando un cantante. Vedder escuchó la cinta después de surfear como acostumbraba, mientras las letras llegaban hacia él. Escribió la letra para las tres canciones del demo en lo que él llamaría después como una "mini ópera", que se conoce como Momma-Son. Las canciones cuentan la historia de un joven el cual, como Vedder, descubre que había sido engañado acerca de su verdadero padre y que este ya estaba muerto, creciendo hasta convertirse en un asesino en serie el cual, finalmente sería apresado y condenado a muerte. Vedder grabó las voces de las tres canciones y las envió por correo la cinta de regreso a Seattle. Estas tres canciones se convertirían en los temas de Pearl Jam "Alive", "Once" y "Footsteps".
Después de escuchar la cinta de Vedder, Stone Gossard y Jeff Ament, quienes habían sido miembros del grupo Mother Love Bone, invitaron a Vedder a viajar a Seattle para una audición en su nueva banda. Inmediatamente fueron impresionados por la voz única de Vedder. Durante ese tiempo, Gossard y Ament se encontraban trabajando en el proyecto Temple of the Dog, el cual fue fundado por el cantante de Soundgarden Chris Cornell, como un tributo musical a su amigo y cantante de Mother Love Bone Andrew Wood, quien había muerto por una sobredosis de heroína a la edad de 24 años. Dicho proyecto se complementaba con Matt Cameron, baterista de Soundgarden, y con Mike McCready, nuevo guitarrista de la banda de Gossard y Ament. Vedder llegó a Seattle durante este proyecto y participó en los coros de varias de las canciones y principalmente en la canción "Hunger Strike", cantándola a dueto con Cornell. Cornell después se referiría a la participación de Vedder diciendo que "él cantó la mitad de esa canción sin siquiera saber que yo quería cantar esa parte y la cantó exactamente en la forma que yo pensaba hacerlo, simplemente por instinto". El álbum de Temple of the Dog se lanzó hasta abril de 1991 por la discográfica A&M Records.

## Pearl Jam

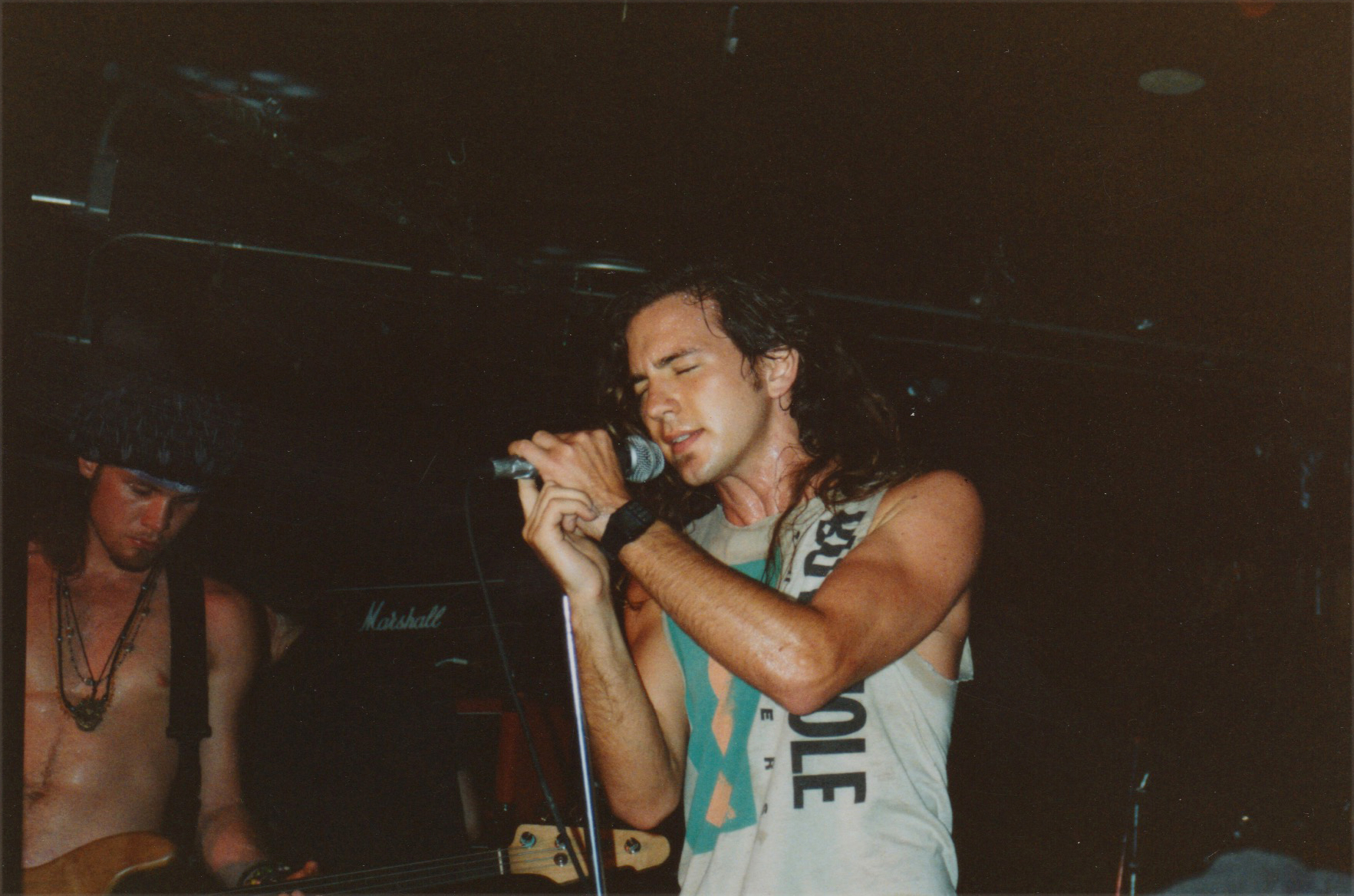
Eddie Vedder con Pearl Jam en 1991.

Pearl Jam se formó en 1990 por Jeff Ament, Stone Gossard y Mike McCready. Luego reclutaron a Vedder y el baterista Dave Krusen. La banda originalmente fue llamada Mookie Blaylock, pero se vieron obligados a cambiar el nombre cuando la banda firmó con Epic Records en 1991. Después de terminadas las sesiones de grabación de su primer álbum de estudio, Ten, Krusen dejó Pearl Jam en mayo de 1991. Krusen fue reemplazado por Matt Chamberlain, el cual luego fue reemplazado por Dave Abbruzzese, quien se unió al grupo y participó en el resto de los conciertos de Pearl Jam para promocionar el álbum.
Adicionalmente, Jack Irons, quien había presentado a Vedder al resto de la banda, llama a su anterior grupo (los Red Hot Chili Peppers) para solicitarles que lleven a Pearl Jam en una gira como teloneros. Entonces estuvieron de gira abriendo recitales para RHCP.
El álbum Ten fue un éxito de ventas (hoy día considerado uno de los mejores álbumes de grunge de la década de 1990). La banda se vio en medio de la repentina popularidad y la atención de toda la escena musical de Seattle y contribuyó a consolidar el género conocido como grunge. El sencillo "Jeremy", tuvo dos nominaciones para el Premio Grammy para «Mejor Canción Rock» y «Mejor Interpretación de Hard Rock» en 1993. Pearl Jam recibió cuatro premios en 1993 en los MTV Video Music Awards por el video musical de "Jeremy", incluyendo Video del Año y Mejor Video de Grupo. Ten quedó en el puesto 207 de la revista Rolling Stone de la lista de los 500 mejores álbumes de todos los tiempos.
Vedder apareció en la portada del 25 de octubre de 1993 de la revista TIME, como parte del artículo de la creciente popularidad del movimiento grunge. Se había negado a participar y se molestó con la revista por la portada.[cita requerida] Después de un intenso programa de giras, la banda entró al estudio para grabar lo que sería su segundo álbum de estudio, Vs., publicado en 1993. En su lanzamiento, Vs. vendió cifras récords en una semana, y pasó cinco semanas en el número uno en el Billboard 200. Vs. fue nominado para un Premio Grammy por Mejor Álbum de Rock en 1995.

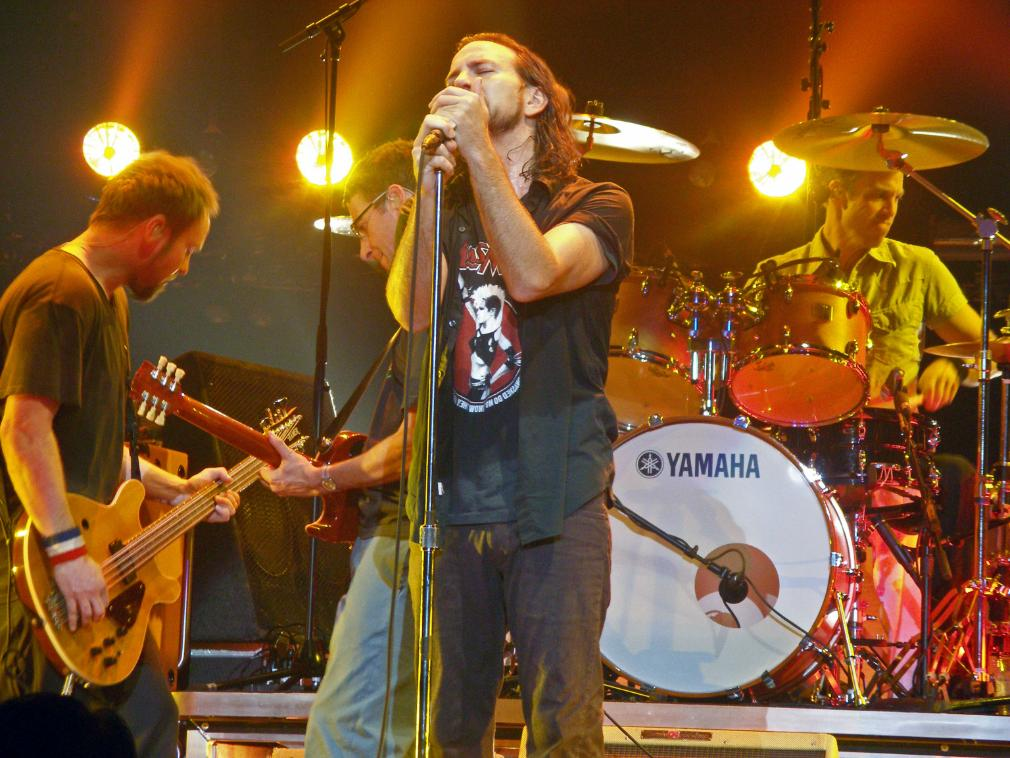
Eddie Vedder con Pearl Jam en 2006.

Sintiendo la presión del éxito, todo ese estrés recaía en Vedder, por lo cual la banda decidió disminuir el nivel de promoción de sus álbumes, como por ejemplo negarse a hacer videos musicales. Vedder declaró que «lo que ocurre cuando una gran cantidad de estas personas empiezan a pensar que uno puede cambiar sus vidas o salvar sus vidas o lo que sea y eso es totalmente imposible». En el año 1994, la banda comenzó una pelea judicial contra Ticketmaster, que duró tres años y por lo cual el grupo limitó sus giras en los Estados Unidos.
Muchas de las canciones de Vitalogy parecen estar basadas en Vedder y en torno a las presiones de la fama. El álbum recibió nominaciones al Grammy por «Álbum del Año» y «Mejor Álbum de Rock» en 1996. Vitalogy quedó en el puesto 492 de la lista de la revista Rolling Stone de los 500 mejores álbumes de todos los tiempos. El primer sencillo "Spin the Black Circle" ganó un premio Grammy en 1996 a «Mejor Interpretación de Hard Rock». En cuanto al enfoque de Pearl Jam que tuvo después de su éxito inicial, Vedder declaró: «Hemos tenido el lujo de escribir nuestra propia descripción del trabajo... y esta descripción, básicamente, se ha reducido a sólo una línea: hacer música.» La banda publicó posteriormente No Code en 1996 y Yield en 1998, en el 2000, la banda lanzó su sexto álbum de estudio, Binaural, e inició una exitosa serie de bootlegs oficiales. La banda lanzó setenta y dos álbumes en directo, después de esto han continuado sacando álbumes y siguen con el éxito internacional.

## Otros proyectos musicales

### Contribuciones para bandas sonoras
Vedder ha contribuido con material solista en varias bandas sonoras y compilaciones, incluyendo las bandas sonoras para las películas Dead Man Walking de 1995, I Am Sam de 2001, A Brokedown Melody de 2004, Body of War de 2007, y Reign Over Me de 2007. Vedder colaboró en las participaciones del músico paquistaní Nusrat Fateh Ali Khan para banda sonora de la película Dead Man Walking. Vedder haría una versión a la canción "You've Got to Hide Your Love Away" de The Beatles para la banda sonora de I Am Sam. En 2003 escribiría la canción "Man of the Hour" que Pearl Jam grabaría para la banda sonora de la película de Tim Burton Big Fish. En 2007 escribió dos canciones para el documental Body of War, producido por Ellen Spiro y Phil Donahue: "No More" (canción que se refiere a la Guerra con Irak) y "Long Nights". Vedder y el supergrupo The Million Dollar Bashers, el cual incluía miembros de Sonic Youth, Wilco y de la banda de Bob Dylan, versionan la canción de Dylan "All Along the Watchtower" para la película I'm Not There de (2007). Pearl Jam grabaría una versión de la canción de The Who "Love, Reign o'er Me" para la película Reign Over Me. En 2010, Vedder grabaría una nueva canción, llamada "Better Days", la cual aparecería en la banda sonora para la película Eat Pray Love. En 2021, participó en la banda sonora de la película Flag Day, realizando varios temas y colaboraciones en la misma. En 2024, se estrenó la serie de televisión Bad Monkey, protagonizada por Vince Vaughn, para la cual Vedder grabó el cover de "Room at the Top" de Tom Petty.

### Into the Wild

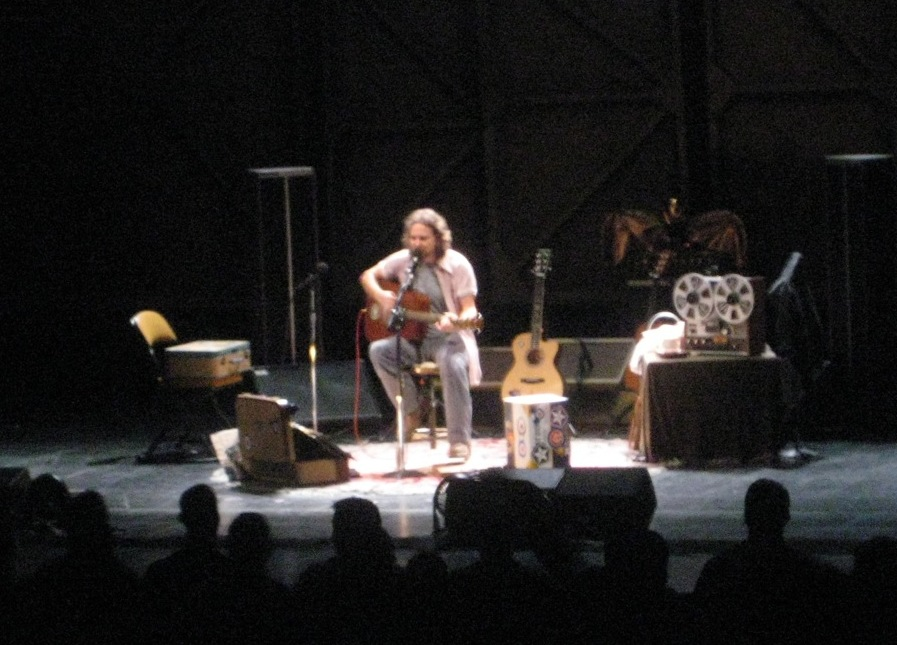
Eddie Vedder durante su gira solista en 2008

Vedder contribuiría con un álbum completo para la banda sonora de la película de 2007 Into the Wild. El álbum fue lanzado el 18 de septiembre de 2007 a través de la discográfica J Records. Incluía versiones de las canciones "Hard Sun" original de Indio, y de "Society" original de Jerry Hannan. Vedder mencionó que había escrito las canciones basadas en la historia "simplificando cosas". El diría "Había pocas elecciones. La historia ya estaba allí y las escenas están allí."
Las canciones escritas por Vedder para la película tenían un sonido folk. Thom Jurek de AllMusic llamaría al álbum como una "colección de canciones originales folk, donde el rock and roll hacía fugaces apariciones".
Vedder ganaría el Golden Globe de 2008 por la canción "Guaranteed", extraída del álbum Into the Wild. También sería nominado para el Golden Globe por sus contribuciones en la banda sonora original de la película. En los Grammy de 2008, "Guaranteed" recibiría también una nominación para Mejor canción escrita para una película. "Guaranteed" también fue nominada para el World Soundtrack Award en 2008 en la categoría "Mejor canción original compuesta directamente para una película". En los Grammy de 2009, "Rise" recibiría una nominación para "Mejor actuación Rock solista".
Vedder promovería el álbum Into the Wild con su primera gira en solitario, la cual comenzaría en abril de 2008. La gira de abril, llamada como "April Fools Tour", comenzaría el día 2 en Vancouver, Canadá y estuvo formada por 10 fechas a lo largo de la costa este de los Estados Unidos. Vedder continuaría con la segunda parte de la gira en agosto de 2008, con catorce conciertos, enfocados en la costa este de los Estados Unidos y Canadá. Esta gira comenzaría en Boston, Massachusetts y terminaría en Chicago, Illinois.
Vedder realizaría una nueva gira solista en junio de 2009, formada por catorce fechas en el este de los Estados Unidos y en Hawái, la cual comenzó en Albany, Nueva York y terminaría en Honolulu.

### Ukulele Songs

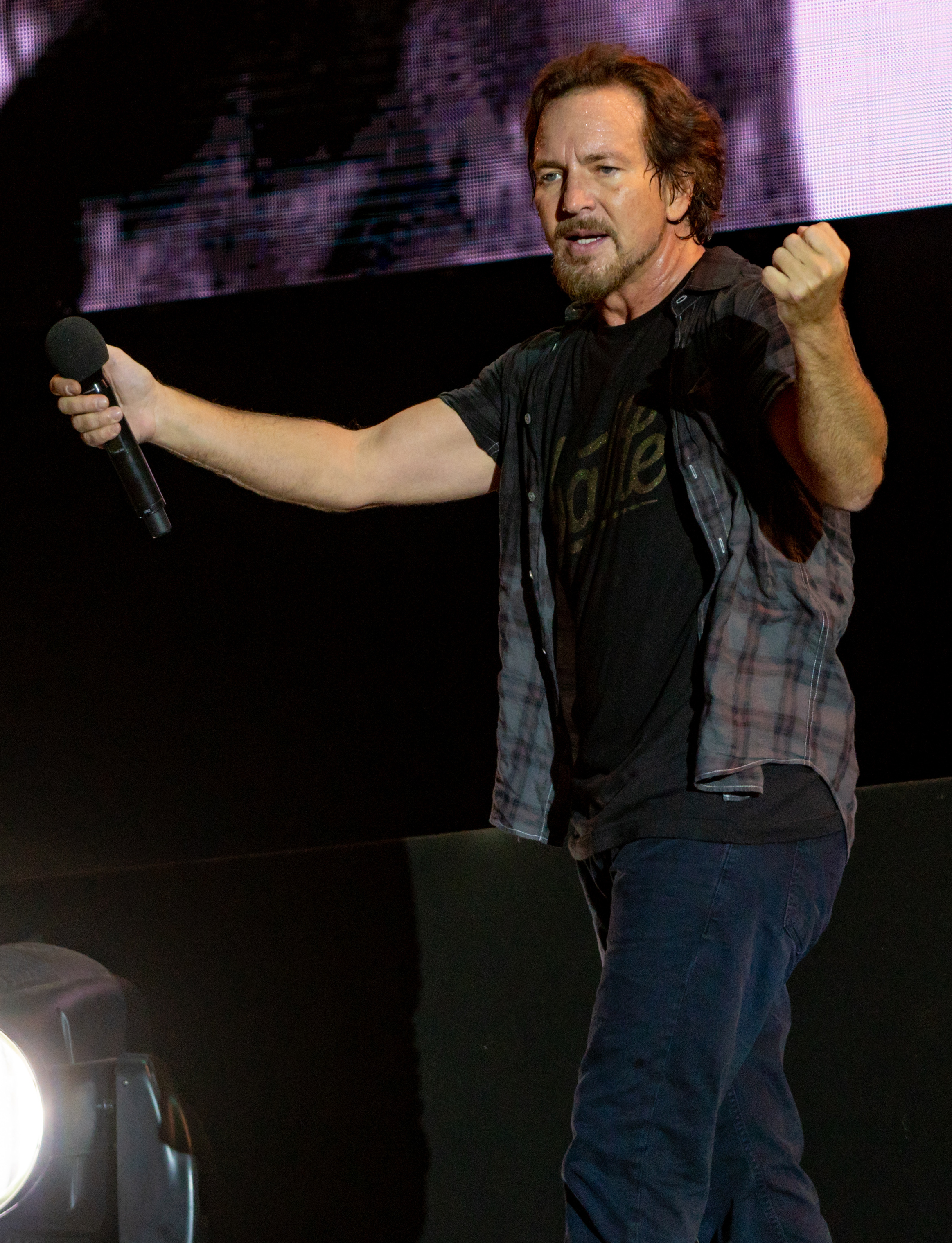
Eddie Vedder en un concierto en 2018.

Vedder lanzaría el 31 de mayo de 2011 su segundo álbum solista titulado Ukulele Songs, la cual es una colección de canciones originales y versiones ejecutados en ukulele. El primer sencillo del álbum, "Longing to Belong", fue lanzado a la venta de forma digital el 21 de marzo. El mismo día del lanzamiento del álbum, se lanzó a la venta el DVD Water on the Road, el cual muestra actuaciones en vivo de dos conciertos ofrecidos por Vedder en Washington D. C. durante su gira solista de 2008.

### Colaboraciones
Además de tocar con Pearl Jam y Temple of the Dog, Vedder ha grabado o tocado con numerosos artistas de renombre. Ha aparecido en álbumes de The Who, Ramones, Neil Young, R.E.M., Neil Finn, Bad Religion, Mark Seymour, Cat Power, Mike Watt, Fastbacks, Wellwater Conspiracy, Jack Irons, y John Doe, además de participaciones con The Strokes, Nusrat Fateh Ali Khan, Supersuckers, Susan Sarandon, y Zeke. En junio y julio de 2006, Vedder aparecería en vivo improvisando con Tom Petty and the Heartbreakers, cantando en muchas canciones, incluida la voz principal en "The Waiting" y los coros en "American Girl". Vedder cantó "Break on Through (To the Other Side)", "Light My Fire" y "Roadhouse Blues" con los miembros sobrevivientes de The Doors en la ceremonia de inducción al salón de la fama del Rock and Roll de 1993. Además actuó junto a R.E.M. en la ceremonia de inducción de 2007 y con The Stooges en la ceremonia de 2010. Vedder hizo una aparición como invitado en el último concierto de Ramones el 6 de agosto de 1996 en The Palace en Hollywood. Vedder también ha cantado en vivo con muchos artistas populares en la música o el cine incluyendo a Pete Townshend, Paul McCartney, Rolling Stones, U2, Bruce Springsteen, Robert Plant, Roger Waters, Flea, Bryan Adams, Ben Harper, Jack Johnson, Roger Daltrey, Jay-Z, Kings of Leon, Dave Grohl, Perry Farrell, Beck, Sheryl Crow, Jerry Cantrell, Andrew Stockdale, Josh Homme, Mike Ness, Neil Young, Guided By Voices, Ace Frehley, Dave Matthews, Elvis Costello, Natalie Maines, Tim Robbins, Johnny Depp, Adam Sandler, Jeanne Tripplehorn, Glen Hansard, Simon Townshend, Joe Elliott y muchos otros.

## Cine
Realizó un pequeño cameo en la película Singles de 1992 junto a sus compañeros de Pearl Jam, Jeff Ament y Stone Gossard. Aparece interpretándose a sí mismo, tocando la batería en la banda del protagonista Matt Dillon llamada Citizen Dick. También hace cameos como él mismo en la película Walk Hard: The Dewey Cox Story y en el segundo episodio de la segunda temporada de la serie de televisión Portlandia del canal IFC.
Actuó en el documental de 2008 Song Sung Blue, acompañado por el grupo Lightning and Thunder. Fue entrevistado para el documental Hype! de 1996, y para el documental End of the Century: The Story of the Ramones de 2003. Además aparece en los documentales Runnin' Down a Dream de 2007, en el documental político Slacker Uprising de 2008, en The People Speak. También aparece en el documental de 2012, West Of Memphis, debido a su participación en las protestas contra dicho caso.
También hace una aparición en el último capítulo de la serie Twin Peaks en el año 2017. En la serie de David Lynch, lo presentan como "Edward Louis Severson III" (su nombre de nacimiento) e interpreta la canción Out Of Sand, actuando en la mítica taberna The Roadhouse.

## Vida personal
En 18 de septiembre de 2010, se casó con la modelo Jill McCormick en Hawái. La pareja tiene dos hijas, Olivia y Harper. Se trata del segundo matrimonio para Vedder, que estuvo casado con la bajista Beth Liebling desde 1994 hasta 2000. McCormick apareció en el video musical del sencillo en solitario de Vedder, "Longing to Belong".
Políticamente es afín al Partido Demócrata y ha participado, tanto en solitario como con Pearl Jam, en varios actos del partido.
Es seguidor de los Chicago Bulls de baloncesto y de los Chicago Cubs de béisbol. Para estos últimos ha compuesto la canción "All the way", la cual han adoptado como himno oficioso del equipo.

## Discografía

### Discografía en solitario
| 2007                                                | Into the Wild - Edición: 18 de septiembre | 11 | 39 | 28 | 89 | 31 | 68 | 6 | 30 | 34 | 183 |
| 2011                                                | Ukulele Songs - Edición: 31 de mayo       | 4  | 6  | 5  | 23 | 64 | 18 | 6 | 13 | 32 | 49  |
| 2022                                                | Earthling - Edición: 11 de febrero        | —  | —  | —  | —  | —  | —  | — | —  | —  | —   |
| "—" denota que los álbumes no entraron en la lista. |                                           |    |    |    |    |    |    |   |    |    |     |

### Sencillos
| Año                                                   | Sencillo                            | Posiciones | Posiciones | Posiciones | Posiciones | Álbum               |
| Año                                                   | Sencillo                            | US Adult   | US Alt.    | US Main.   | CAN        | Álbum               |
| ----------------------------------------------------- | ----------------------------------- | ---------- | ---------- | ---------- | ---------- | ------------------- |
| 2001                                                  | "You've Got to Hide Your Love Away" | 28         | 30         | 40         | —          | I Am Sam (BSO)      |
| 2007                                                  | "Hard Sun"                          | —          | 13         | —          | 23         | Into the Wild (BSO) |
| 2010                                                  | "Better Days"                       | —          | —          | —          | —          | Eat Pray Love (BSO) |
| 2011                                                  | "Longing to Belong"                 | —          | —          | —          | —          | Ukulele Songs       |
| 2011                                                  | "Can't Keep"                        | —          | —          | —          | —          | Ukulele Songs       |
| 2011                                                  | "Without You"                       | —          | —          | —          | —          | Ukulele Songs       |
| 2020                                                  | "Cartography"                       | —          | —          | —          | —          | N/A                 |
| 2020                                                  | "Matter of Time"/"Say Hi"           | —          | —          | —          | —          | N/A                 |
| 2021                                                  | "Long Way"                          | —          | 7          | —          | —          | Earthling           |
| 2021                                                  | "The Haves"                         | —          | —          | —          | —          | Earthling           |
| 2022                                                  | "Brother the Cloud"                 | —          | 39         | 21         | —          | Earthling           |
| "—" denota que los sencillos no entraron en la lista. |                                     |            |            |            |            |                     |

### Discografía en Temple of the Dog
| Año  | Detalles del álbum                       | Posiciones | Posiciones | Certificaciones (Ventas)                |
| Año  | Detalles del álbum                       | USA        | CAN        | Certificaciones (Ventas)                |
| ---- | ---------------------------------------- | ---------- | ---------- | --------------------------------------- |
| 1991 | Temple of the Dog - Edición: 16 de abril | 5          | 11         | Estados Unidos: Platino Canadá: Platino |

### Discografía en Pearl Jam
- Ten (1991)
- Vs. (1993)
- Vitalogy (1994)
- No Code (1996)
- Yield (1998)
- Binaural (2000)
- Riot Act (2002)
- Pearl Jam (2006)
- Backspacer (2009)
- Lightning Bolt (2013)
- Gigaton(2020)
- Dark Matter (2024)

### Contribuciones y colaboraciones
| Año  | Banda                                        | Título                                               | Discográfica              | Pista(s) |
| ---- | -------------------------------------------- | ---------------------------------------------------- | ------------------------- | --- |
| 1993 | Eddie Vedder con Mike McCready & G. E. Smith | The 30th Anniversary Concert Celebration             | Sony                      | "Masters of War" (live)                                                                                            |
| 1993 | Bad Religion                                 | Recipe for Hate                                      | Epitaph/Atlantic          | "American Jesus" y "Watch It Die"                                                                                  |
| 1995 | Mike Watt                                    | Ball-Hog or Tugboat?                                 | Columbia                  | "Big Train" y "Against the 70's"                                                                                   |
| 1995 | Neil Young                                   | Mirror Ball                                          | Reprise                   | "Peace y Love" |
| 1996 | Eddie Vedder & Nusrat Fateh Ali Khan         | Dead Man Walking (BSO)                               | Sony                      | "Face of Love" y "Long Road"                                                                                       |
| 1996 | Fastbacks                                    | New Mansions in Sound                                | Sub Pop                   | "Girl's Eyes" |
| 1996 | Gary Heffern                                 | Painful Days                                         | Y-records                 | "Passin' Thru'" |
| 1996 | Crowded House                                | Recurring Dream                                      | Capitol                   | "Everything Is Good for You"                                                                                       |
| 1997 | Eddie Vedder & Hovercraft                    | Kerouac - kicks joy darkness                         | Rykodisc                  | "Hymn" |
| 1997 | Eddie Vedder & Mike McCready                 | Tibetan Freedom Concert                              | Capitol                   | "Yellow Ledbetter" (live)                                                                                          |
| 1997 | Ramones                                      | We're Outta Here!                                    | MCA                       | "Any Way You Want It"                                                                                              |
| 1999 | Pete Townshend                               | Pete Townshend Live: A Benefit for Maryville Academy | Intersound                | "Magic Bus" (live) y "Heart to Hang Onto" (live)                                                                   |
| 1999 | Eddie Vedder & Susan Sarandon                | Cradle Will Rock (BSO)                               | RCA                       | "Croon Spoon" |
| 2000 | Supersuckers & Eddie Vedder                  | Free the West Memphis 3                              | Koch                      | "Poor Girl" |
| 2001 | Wellwater Conspiracy                         | The Scroll and Its Combinations                      | TVT                       | "Felicity's Surprise"                                                                                              |
| 2001 | Eddie Vedder con Mike McCready & Neil Young  | America: A Tribute to Heroes                         | Interscope                | "Long Road" (live)                                                                                                 |
| 2002 | Eddie Vedder                                 | I Am Sam (BSO)                                       | V2 Ada                    | "You've Got to Hide Your Love Away"                                                                                |
| 2002 | Neil Finn                                    | 7 Worlds Collide                                     | Nettwerk                  | "Take a Walk" (live), "Stuff and Nonsense" (live), "I See Red" (live) y "Parting Ways" (live)                      |
| 2003 | Eddie Vedder & Zeke                          | We're a Happy Family - A Tribute to Ramones          | Columbia                  | "I Believe in Miracles" y "Daytime Dilemma (Dangers of Love)"                                                      |
| 2003 | Cat Power                                    | You Are Free                                         | Matador                   | "Good Woman" y "Evolution"                                                                                         |
| 2003 | The Who                                      | The Who Live at the Royal Albert Hall                | Steamhammer US            | "I'm One" (live), "Gettin' in Tune" (live), "Let's See Action" (live) y "See Me, Feel Me" (live) (con Bryan Adams) |
| 2004 | Pete Townshend                               | Magic Bus - Live from Chicago                        | Compendia                 | "Magic Bus" (live) y "Heart to Hang Onto" (live)                                                                   |
| 2004 | Jack Irons                                   | Attention Dimension                                  | Breaching Whale           | "Shine On You Crazy Diamond"                                                                                       |
| 2004 | Red Whyte & Eddie Vedder                     | The 5th Symphony Document: Soundtrack                | Folklore                  | "Lucky Country" |
| 2005 | Eddie Vedder & Walmer High School Choir      | The Molo Sessions                                    | Ten Club                  | "Long Road", "Love Boat Captain" y "Better Man"                                                                    |
| 2006 | Eddie Vedder                                 | Dead Man Walking (BSO), Legacy Edition               | Sony                      | "Face of Love" (con Nusrat Fateh Ali Khan), "Long Road" (con Nusrat Fateh Ali Khan) y "Dead Man"                   |
| 2006 | Eddie Vedder                                 | A Brokedown Melody (BSO)                             | Brushfire                 | "Goodbye" |
| 2006 | Eddie Vedder con The Strokes & Josh Homme    | You Only Live Once                                   | RCA                       | "Mercy Mercy Me (The Ecology)"                                                                                     |
| 2007 | Eddie Vedder & The Million Dollar Bashers    | I'm Not There (BSO)                                  | Columbia                  | "All Along the Watchtower"                                                                                         |
| 2007 | Crowded House                                | Seattle, WA 09/01/2007                               | Kufala                    | "World Where You Live" y "Something So Strong"                                                                     |
| 2008 | Eddie Vedder & Ben Harper                    | Body of War: Songs that Inspired an Iraq War Veteran | Sire                      | "No More" (live)                                                                                                   |
| 2008 | John Doe                                     | The Golden State                                     | Brillant com la purpurina | "The Golden State Remix" (con Corin Tucker)                                                                        |
| 2008 | Crowded House                                | Surf Aid - The Music                                 | Loop                      | "World Where You Live"                                                                                             |
| 2010 | Eddie Vedder                                 | Eat Pray Love (BSO)                                  | Monkeywrench              | "The Long Road" (con Nusrat Fateh Ali Khan) y "Better Days"                                                        |
| 2011 | R.E.M.                                       | Collapse Into Now                                    | Warner Bros.              | "It Happened Today"                                                                                                |
| 2012 | Eddie Vedder                                 | Every Mother Counts 2012                             | Hear Music.               | "Skipping" |
| 2012 | Jimmy Fallon                                 | Blow Your Pants Off                                  | Warner Bros.              | "Balls In Your Mouth"                                                                                              |
| 2024 | Eddie Vedder                                 | Bad Monkey (Apple TV+ Original Series Soundtrack)    | HighTower Music           | "Room at the Top"                                                                                                  |

## Filmografía

### Televisión
Intérprete y actor
| Año  | Título                                                          | Papel        | Notas | Fecha      |
| ---- | --------------------------------------------------------------- | ------------ | --- | ---------- |
| 1992 | The Late Show                                                   | intérprete*  | canción: "Alive" (temporada 4, episodio 2) | 04-02-1992 |
| 1992 | Saturday Night Live                                             | intérprete*  | canciones: "Alive" y "Porch" ("Sharon Stone/Pearl Jam"; temporada 17, episodio 17) | 11-04-1992 |
| 1992 | MTV Unplugged: Pearl Jam                                        | intérprete*  | (temporada 3, episodio 4) | 13-05-1992 |
| 1992 | MTV Video Music Awards                                          | intérprete*  | canción: "Jeremy" | 09-09-1992 |
| 1993 | MTV Video Music Awards                                          | intérprete** | canciones: "Animal" y "Rockin' in the Free World" con Neil Young | 02-09-1993 |
| 1993 | Bob Dylan: 30th Anniversary Concert Celebration                 | intérprete   | canciones: "Masters of War" con Mike McCready y "Knockin' on Heaven's Door" con un ensemble completo (concierto de tributo a Bob Dylan) | 16-10-1993 |
| 1994 | 24 Hours in Rock and Roll                                       | él mismo     | MTV documental sobre un día en la vida del rock and roll | 13-03-1994 |
| 1994 | Headbangers Ball                                                | él mismo     | "Kurt Cobain Tribute Special" (temporada 8, episodio 3) | ?-04-1994  |
| 1994 | Saturday Night Live                                             | intérprete*  | canciones: "Not for You" and "Rearviewmirror" ("Emilio Estevez/Pearl Jam"; temporada 19, episodio 18) | 16-04-1994 |
| 1996 | Late Show with David Letterman                                  | intérprete   | canción: coros en "Black" con Paul Shaffer & la CBS Orchestra | 27-02-1996 |
| 1996 | 38th Grammy Awards                                              | él mismo     | Pearl Jam ganó el Grammy a la mejor interpretación de hard rock por la canción, "Spin the Black Circle"^ | 28-02-1996 |
| 1996 | Late Night with David Letterman                                 | intérprete*  | canciones: "Hail, Hail" y "Leaving Here" | 20-09-1996 |
| 1998 | Late Night with David Letterman                                 | intérprete*  | canción: "Wishlist" | 01-05-1998 |
| 1998 | Late Night with David Letterman                                 | él mismo     | Behind the Music parodia musical sobre Paul Shaffer | 21-05-1998 |
| 1999 | Late Night with David Letterman                                 | intérprete   | canciones: "Heart to Hang Onto" and "Magic Bus" con Pete Townshend | 28-07-1999 |
| 2000 | Late Night with David Letterman                                 | intérprete*  | canción: "Grievance" | 12-04-2000 |
| 2001 | America: A Tribute to Heroes                                    | intérprete   | canciones: "Long Road" con Mike McCready & Neil Young y "America the Beautiful" con Willie Nelson, et al. (benefit concert for the victims of the September 11 attacks) | 21-09-2001 |
| 2002 | Late Show with David Letterman                                  | intérprete*  | canción: "I Am Mine" | 14-11-2002 |
| 2002 | Late Show with David Letterman                                  | intérprete*  | canción: "Save You" | 15-11-2002 |
| 2004 | Late Show with David Letterman                                  | intérprete*  | canción: "Masters of War" | 30-09-2004 |
| 2004 | National Anthem: Inside the Vote for Change Concert Tour        | performer*   | Vote for Change documental del concierto final y tour | 11-10-2004 |
| 2006 | Saturday Night Live                                             | intérprete*  | canción: "World Wide Suicide" y "Severed Hand" ("Lindsey Lohan/Pearl Jam"; temporada 31, episodio 16) | 15-04-2006 |
| 2006 | Late Show with David Letterman                                  | intérprete*  | canción: "Life Wasted" | 04-05-2006 |
| 2006 | Later with Jools Holland                                        | intérprete*  | canciones: "Severed Hand", "World Wide Suicide" & "Alive" (temporada 27, episodio 1) | 05-05-2006 |
| 2006 | VH1 Storytellers: Pearl Jam                                     | intérprete*  | (temporada 9, episodio 1) | 01-07-2006 |
| 2006 | Iconoclasts                                                     | él mismo     | "Eddie Vedder & Laird Hamilton" (temporada 2, episodio 1) | 26-10-2006 |
| 2008 | VH1 Rock Honors: The Who                                        | intérprete*  | canciones: "Love, Reign o'er Me" and "The Real Me" (tribute ceremony for The Who) | 17-07-2008 |
| 2009 | Pearl Jam: Ten Revisited                                        | él mismo     | VH1 Classic documental sobre el álbum de debut de Pearl Jam, Ten | 22-03-2009 |
| 2009 | The Kennedy Center Honors: A Celebration of the Performing Arts | intérprete   | canción: "My City of Ruins" con un coro góspel (ceremonia de tributo a Bruce Springsteen) | 29-12-2009 |
| 2010 | Saturday Night Live                                             | intérprete*  | canciones: "Just Breathe" & "Unthought Known" ("Jude Law/Pearl Jam"; temporada 35, episodio 17) | 13-03-2010 |
| 2011 | True Crime with Aphrodite Jones                                 | él mismo     | "West Memphis Three" (temporada 2, episodio 6) | 05-05-2011 |
| 2011 | Late Show with David Letterman                                  | intérprete   | canción: "Without You" | 20-06-2011 |
| 2011 | Late Night with Jimmy Fallon                                    | intérprete   | canción: "Balls in Your Mouth" con Jimmy Fallon & The Roots | 08-09-2011 |
| 2012 | Portlandia                                                      | él mismo     | "One Moore Episode" (temporada 2, episodio 2) | 13-01-2012 |
| 2012 | Change Begins Within                                            | intérprete   | canciones: "Rise" (solo) / "Under Pressure" con Ben Harper y Relentless7 / "It Don't Come Easy" y "Boys" con Ben Harper y Relentless7 & Ringo Starr / "Yellow Submarine" con Ben Harper y Relentless7, Ringo Starr & Sheryl Crow (concierto benéfico fundado por David Lynch para la promoción de la meditación trascendental) | 29-04-2012 |
| 2017 | Twin Peaks                                                      | él mismo     | canción: "Out of Sand" S3E18 actuación acústica en el Bang Bang Bar | 28-08-2017 |

### Cine
Intérprete y actor
| Año  | Título                                                      | Papel                                              | Notas |
| ---- | ----------------------------------------------------------- | -------------------------------------------------- | --- |
| 1992 | Singles                                                     | él mismo - batería de Citizen Dick (sin acreditar) | debut como actor |
| 1996 | Hype!                                                       | él mismo                                           | documental sobre la popularidad del movimiento grunge |
| 1997 | We're Outta Here!                                           | intérprete                                         | canción: "Any Way You Want It" con los Ramones (documental y concierto de los Ramones) |
| 1998 | Not in Our Name: Dead Man Walking - The Concert             | intérprete                                         | canciones: "Face of Love" y "Long Road" con Nusrat Fateh Ali Khan (película del concierto benéfico por Murder Victims Families for Reconciliation)                                                           |
| 1998 | Pearl Jam: Single Video Theory                              | él mismo                                           | documental sobre cómo se hizo el álbum Yield de Pearl Jam |
| 2000 | The Who & Special Guests: Live at the Royal Albert Hall     | intérprete                                         | canciones: "I'm One" & "Let's See Action" con The Who^^ y "See Me, Feel Me"/"Listening to You" con Bryan Adams & The Who (película del concierto de The Who con invitados musicales en el Royal Albert Hall) |
| 2001 | 7 Worlds Collide: Neil Finn & Friends Live at the St. James | intérprete                                         | canciones: "Take a Walk", "Stuff and Nonsense", "I See Red" & "Parting Ways" con 7 Worlds Collide (película del concierto de 7 Worlds Collide en Auckland, Nueva Zelanda)                                    |
| 2001 | Pearl Jam: Touring Band 2000                                | intérprete*                                        | película del concierto de Pearl Jam en el Binaural Tour |
| 2001 | Last Party 2000                                             | él mismo                                           | documental sobre los últimos seis meses de la elección presidencial de 2000 |
| 2003 | End of the Century: The Story of the Ramones                | él mismo                                           | documental sobre los Ramones |
| 2003 | Brian Wilson: On Tour                                       | intérprete                                         | película del concierto de Brian Wilson con invitados musicales |
| 2003 | Pearl Jam: Live at the Showbox                              | intérprete*                                        | película del concierto de Pearl Jam en el espectáculo del Showbox Theatre |
| 2003 | Pearl Jam: Live at the Garden                               | intérprete*                                        | película del concierto de Pearl Jam en el espectáculo del Madison Square Garden |
| 2004 | Ramones: Raw                                                | él mismo (escenas borradas)                        | documental sobre los Ramones |
| 2006 | Too Tough to Die: A Tribute to Johnny Ramone                | intérprete                                         | canciones: "I Believe in Miracles" & "Sheena Is a Punk Rocker" (concierto tributo/benéfico por Johnny Ramone y para la investigación del cáncer)                                                             |
| 2007 | Amazing Journey: The Story of The Who                       | él mismo                                           | documental sobre The Who |
| 2007 | Pearl Jam: Immagine in Cornice - Live in Italy 2006         | intérprete*                                        | película del concierto de Pearl Jam en Italia en el 2006 World Tour |
| 2007 | Slacker Uprising                                            | él mismo                                           | material de archivo sobre la gira por 62 universidades estadounidenses de Michael Moore |
| 2007 | Walk Hard: The Dewey Cox Story                              | él mismo                                           | |
| 2008 | Song Sung Blue                                              | él mismo                                           | documental sobre Mike Sardina y Claire Sardina (imitadores de Neil Diamond y Patsy Cline) |
| 2008 | Into the Wild: The Experience                               | él mismo                                           | cortometraje documental sobre cómo se hizo la película Into the Wild |
| 2008 | Into the Wild: The Story, the Characters                    | él mismo                                           | cortometraje documental sobre cómo se hizo la película Into the Wild |
| 2009 | Kôkua 2008: 5 Years of Change                               | intérprete                                         | canción: "Constellations" con Jack Johnson & Kawika Kahiapo (película del concierto del Kôkua Festival) |
| 2009 | Rock and Roll Hall of Fame Live: Whole Lotta Shakin'        | él mismo                                           | colección de los mejores discursos, actuaciones y momentos en el backstage de las ceremonias anuales del Rock and Roll Hall of Fame                                                                          |
| 2009 | Rock and Roll Hall of Fame Live: Come Together              | él mismo                                           | colección de los mejores discursos, actuaciones y momentos en el backstage de las ceremonias anuales del Rock and Roll Hall of Fame                                                                          |
| 2009 | The People Speak                                            | intérprete                                         | canción: "Masters of War" (documental sobre las luchas acerca de la guerra, las clases, la raza y los derechos de la mujer en América)                                                                       |
| 2011 | Conan O'Brien Can't Stop                                    | él mismo                                           | documental y material de archivo de la gira cómica de Conan O'Brien |
| 2011 | Water on the Road                                           | intérprete                                         | película del concierto de la gira Ukulele Songs de Vedder |
| 2011 | Off the Boulevard                                           | él mismo                                           | documental sobre el viaje y la lucha de siete artistas diferentes |
| 2011 | Pearl Jam Twenty                                            | él mismo/ intérprete*                              | documental sobre los primeros veinte años de Pearl Jam |
| 2011 | Paradise Lost 3: Purgatory                                  | él mismo                                           | documental sobre West Memphis Three |
| 2017 | Let's Play Two                                              | él mismo                                           | rememora la actuación legendaria de Pearl Jam en el Wrigley Field durante la histórica temporada 2016 de los Chicago Cubs.                                                                                   |

- *denota actuaciones con Pearl Jam
- **nota: "Animal" interpretada con Pearl Jam y "Rockin' in the Free World" interpretada con Neil Young & Pearl Jam
- ^nota: En el discurso de aceptación, Eddie notoriamente afirma: «No sé lo que esto significa, no creo que signifique nada.»
- ^^nota: Vedder también interpretó las canciones: "Mary Anne with the Shaky Hand" & "Getting in Tune" con The Who, pero no fueron editadas en el DVD.

## Premios y nominaciones
| Premio                                    | Año  | Trabajo nominado                                    | Categoría                                                               | Resultado |
| ----------------------------------------- | ---- | --------------------------------------------------- | ----------------------------------------------------------------------- | --------- |
| Broadcast Film Critics Association Awards | 2008 | "Guaranteed" de Into the Wild                       | Mejor Canción                                                           | Nominado  |
| SIMA Waterman's Honorees                  | 2007 | Eddie Vedder                                        | Ambientalista del año                                                   | Ganador   |
| Golden Globe Awards                       | 2008 | "Guaranteed" de Into the Wild                       | Mejor Canción original                                                  | Ganador   |
| Golden Globe Awards                       | 2008 | Into the Wild (junto a Michael Brook y Kaki King)   | Mejor banda sonora                                                      | Nominado  |
| Grammy Awards                             | 2008 | "Guaranteed" de Into the Wild                       | Mejor canción escrita para una película, televisión u otro medio visual | Nominado  |
| Grammy Awards                             | 2009 | "Rise"                                              | Mejor interpretación vocal de rock solista                              | Nominado  |
| mtvU Woodie Awards                        | 2008 | Eddie Vedder                                        | The Good Woodie                                                         | Nominado  |
| Premios Satellite                         | 2007 | "Rise" de Into the Wild                             | Mejor canción original                                                  | Nominado  |
| Online Film Critics Society Awards        | 2008 | Into the Wild (junto con Michael Brook y Kaki King) | Mejor banda sonora original                                             | Nominado  |
| World Soundtrack Awards                   | 2008 | "Guaranteed" de Into the Wild                       | Mejor canción original escrita directamente para una película           | Nominado  |